# Mauna diasporas
Mauna diasporas is een vlinder uit de familie spanners (Geometridae). De wetenschappelijke naam van deze soort is voor het eerst geldig gepubliceerd in 1932 door de Engelse entomoloog Louis Beethoven Prout. De vlinder was in 1931 verzameld door G.L.R. Hancock in het Rwenzori-gebergte in Oeganda.
De soort komt voor in tropisch Afrika.